# Koessler János
Koessler János (eredeti nevén Hans [von] Koessler, írásváltozata Kößler) (Waldeck, 1853. január 1. – Ansbach, 1926. május 23.) zeneszerző, zenepedagógus, karnagy, orgonista.

## Élete
Édesapja szülőfaluja kántortanítója volt, aki sekrestyésként és jegyzőként is működött. Hans időnként helyettesítette apját a szertartásokon, de a földművelésből is kivette részét.
Tanárképzőt végzett Eichstättben, Leonbergben tanítóskodott, 1871 novemberében Neumarktban orgonista állást vállalt. Magasabb szintű zenei képzést egy ösztöndíj segítségével 1874 és '77 között Münchenben Josef von Rheinbergernél (orgona és zeneszerzés) és Franz Wüllnernél (karvezetés) kapott. 
1877 és 1881 között a drezdai konzervatóriumban Wüllner mellett a zeneelmélet-tanára, 1879 és '81 között a városi dalárda, a Dresdner Liedertafel vezetője is volt. Ezzel a kórussal 1880-ban díjat nyert, ami ismertségét nagyban növelte. Rövid ideig a kölni városi színház karmestere volt, de inkább az alkatának jobban megfelelő tanári pályához akart visszatérni. 1879-ben Wüllner ajánlásával Budapesten tájékozódott Liszt Ferencnél. Ekkor találkozott a számára oly fontossá váló Brahmsszal. Végül 1882-ben, a zeneakadémiai oktatás jelentős bővítése alkalmával került a tanárok közé, az orgona, majd 1883-tól, Robert Volkmann halála után a zeneszerzés tanszak vezetőjeként. Az akadémia szorgalmas tanára volt 1904-ig, amikor is nyugdíjazását kérte, de Mihalovich Ödön megfelelő utód híján 1908-ig marasztalta. Negyed század alatt egy nagy magyar zeneszerző nemzedék (Bartók Béla, Dohnányi Ernő, Kodály Zoltán, Antalffy-Zsiross Dezső, Jacobi Viktor, Kálmán Imre, Siklós Albert, Hammerschlag János, Weiner Leó) mestere volt. 

Hosszú vándorévek után az első világháború végén Ansbachban telepedett le. A háború hatására nyugdíja elértéktelenedett, a Tanácsköztársaság alatt nem is folyósították. Az addigra már befutott operettszerzővé vált Kálmán Imre segítette anyagilag. Ezért fogadta el Hubay Jenő főigazgató hívását, s 1920–1924 között ismét a Zeneművészeti Főiskola zeneszerzés tanszakának vezetője lett. Utolsó éveit megkeserítette súlyosbodó érszűkülete, visszatért Ansbachba. Halála előtt szükségessé vált lábfeje amputációja is.
Zeneszerzői és pedagógiai munkásságára a brahmsi örökség döntő módon rányomta bélyegét. Alkotóművészete sosem tudott kiszakadni az eszménykép hatóköréből, de ugyanez a szellemi irányvonal érződik valamennyi növendékének indulásánál is.

## Művei
- Der Münzenfranz (népopera három felvonásban, bemutató: Straßburg, 1903)
- Syvesterglocken (világi rekviem, bemutató: Bécs, 1898)
- Dem Verklärten (gyászóda, bemutató: Budapest, 1907)